# Kenta Yanagida
Kenta Yanagida (柳田 健太 Yanagida Kenta?), född 27 maj 1995 i Kumamoto prefektur, är en japansk fotbollsspelare.
Yanagida började sin karriär 2018 i Nara Club. 2019 flyttade han till Kamatamare Sanuki.